# Saïd El Khadraoui

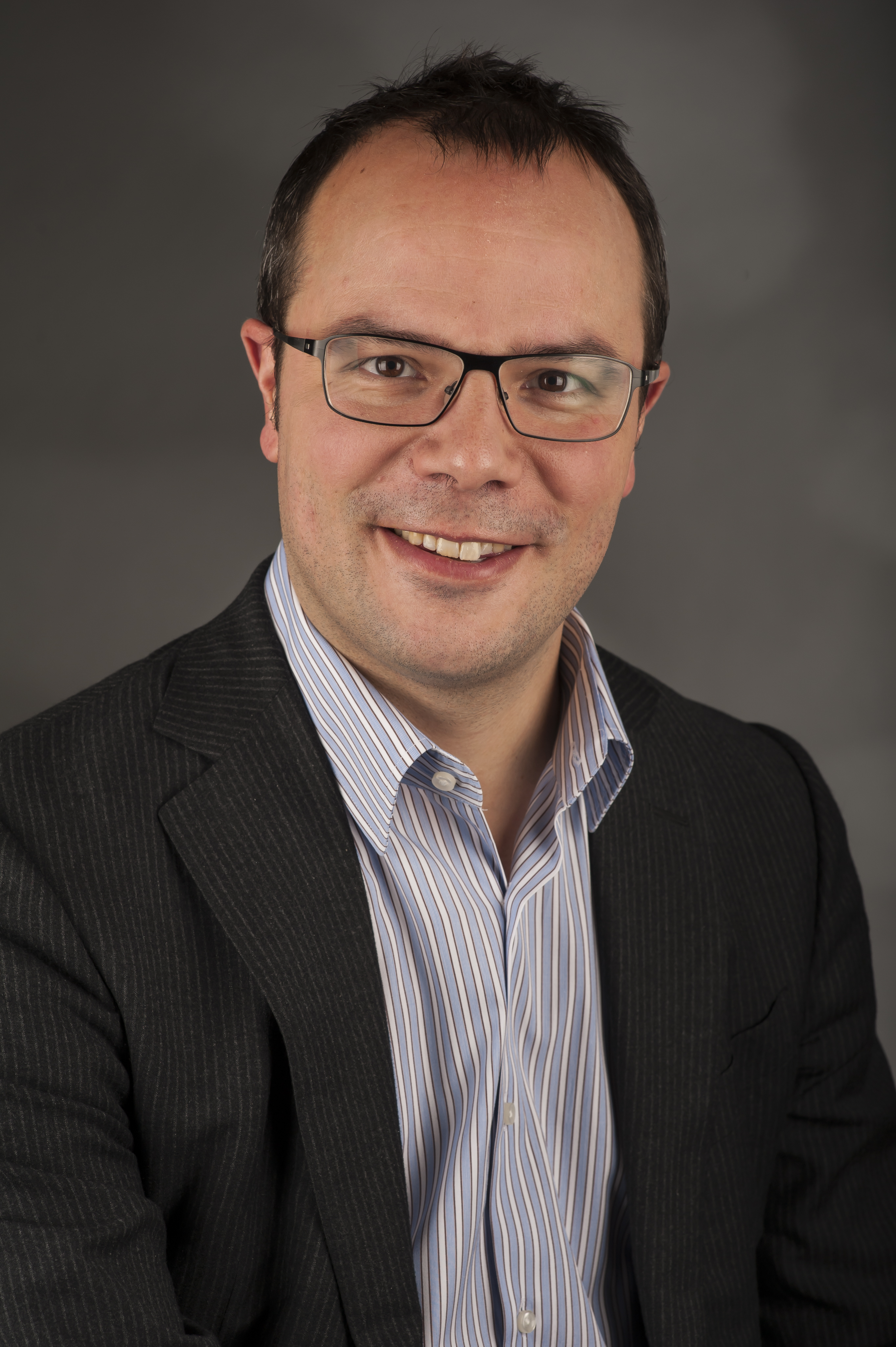
Saïd El Khadraoui (2014)

Saïd El Khadraoui (* 9. April 1975 in Löwen) ist ein belgischer Politiker der Socialistische Partij Anders (sp.a).

## Leben
El Khadraoui kam als Sohn eines marokkanischen Vaters und einer belgischen Mutter in Löwen zur Welt. Er besuchte das Sint-Pieterscollege in Löwen und studierte anschließend neuere Geschichte an der Katholieke Universiteit Leuven. 1997 schloss er das Studium mit dem Lizenziat ab und beendete 1998 seine Zusatzausbildung im Fach Internationale Beziehungen.
1994 wurde El Khadraoui als 19-Jähriger für sechs Jahre in den Löwener Stadtrat gewählt. Nach Abschluss seines Studiums übernahm er einen Posten als Mitarbeiter im Kabinett des damaligen stellvertretenden Ministerpräsidenten und Innenministers Louis Tobback und nach dessen Rücktritt als Mitarbeiter im Kabinett seines Nachfolgers Luc Van den Bossche. Nach den Wahlen 1999 war er einige Monate für Johan Vande Lanotte, den damaligen Minister für Haushalt, Gesellschaftliche Integration und Sozialwirtschaft tätig. Er kandidierte im selben Jahr auch für das Europäische Parlament, konnte aber nicht genug Stimmen auf sich vereinigen.
Im Oktober 1999 wurde El Khadraoui in den diplomatischen Dienst aufgenommen und absolvierte einen Teil seiner Ausbildung in New York City. Bei der Kommunalwahl 2000 erzielte El Khadraoui 1306 Stimmen und wurde Anfang 2001 zum Schöffen in Löwen ernannt. 2003 wurde er für den Wahlkreis Löwen in die Belgische Abgeordnetenkammer gewählt. Nach dem Ausscheiden der Abgeordneten Kathleen Van Brempt aus dem Europäischen Parlament rückte El Khadraoui am 7. Oktober 2003 für die sp.a nach und wurde bei der Europawahl 2004 sowie bei der Europawahl 2009 im Amt bestätigt. Er ist Mitglied der Sozialdemokratischen Fraktion im Europäischen Parlament sowie des Ausschusses für Verkehr und Fremdenverkehr und der Delegation in den Parlamentarischen Kooperationsausschüssen EU-Armenien, EU-Aserbaidschan und EU-Georgien.
Seit 2003 ist El Khadraoui darüber hinaus Mitglied des Landesvorstands der sp.a und seit 2007 deren Sekretär für internationale Angelegenheiten.